# Cai Yong

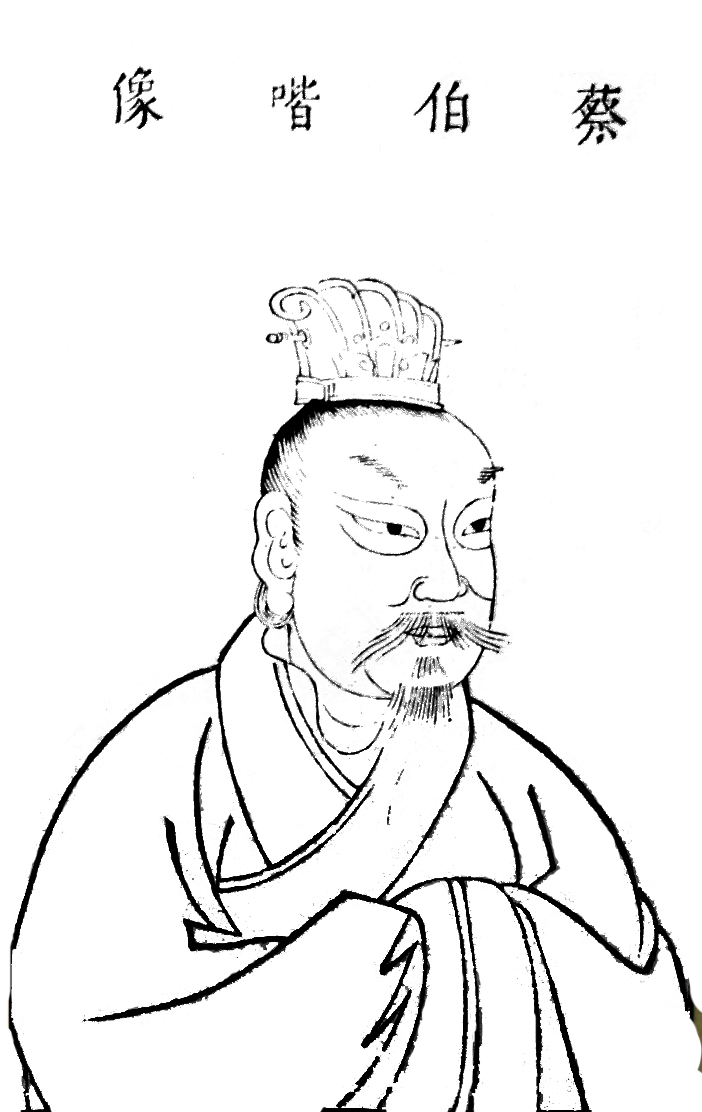
Cai Yong

Cai Yong (chinesisch 蔡邕, Pinyin Cài Yōng, W.-G. Ts'ai-yung; * 133; † 192; in der Geschichte der Drei Reiche 135–192) war ein Musiker und Kalligraph der Han-Dynastie in China. Er ist der Autor des Qíncāo (chinesisch 琴操) sowie anderer musikalischer Schriften. Seine Tochter war die Musikerin Cai Wenji.

## Dienst unter Dong Zhuo
Als der Kriegsherr Dong Zhuo im Jahr 189 die Kontrolle über die Zentralregierung der Han-Dynastie übernahm, wurde Cai Yong gegen seinen Willen zurück in die kaiserliche Hauptstadt Luoyang beordert. Zunächst widersetzte er sich, doch Dong Zhuo drohte: „Ich kann ganze Clans auslöschen.“ Aus Furcht vor Repressalien stimmte Cai Yong schließlich zu.
Unter Dong Zhuo wurde er zum „Linken General des Hauses“ ernannt und mit der Überarbeitung der Staatsrituale betraut. Trotz Dong Zhuos offenkundiger Bewunderung für Cai Yong als Gelehrten und Musiker erkannte dieser früh das gefährliche Temperament des Kriegsherrn. Ein Rückzug schien jedoch unmöglich; Cai Yong war bereits zu bekannt, um unbemerkt zu fliehen.
Im Jahr 192, nach der Ermordung Dong Zhuos durch ein Komplott unter Wang Yun, wurde Cai Yong wegen angeblich geäußerter Trauer inhaftiert und zum Tode verurteilt. Gemeinsam mit anderen Beamten bat er darum, seine unvollendete Arbeit zur Geschichte der Han-Dynastie abschließen zu dürfen. Wang Yun lehnte jedoch mit folgender Begründung ab: „In alten Zeiten unterließ Kaiser Wu den Versuch, Sima Qian zu töten, und erlaubte ihm daher, ein verleumderisches Buch zu verfassen, das bis in die spätere Zeit überliefert wurde. Gerade heute, da das Vermögen des Kaisers im Niedergang begriffen ist und es in den Vorstädten Schlachtrösser gibt, können wir es nicht zulassen, dass ein verräterischer Minister seinen Pinsel unter den Dienern eines jungen Kaisers hält.“
Wang Yun soll diese Entscheidung später bereut haben, doch zu diesem Zeitpunkt war Cai Yong bereits im Gefängnis gestorben. Nach seinem Tod wurden ihm zu Ehren Bilder aufgestellt und Gedenkreden in der Kommandantur Chenliu und der Provinz Yan verfasst.

## Werke
Aufgrund der Unruhen in China im Jahrzehnt nach Cai Yongs Tod gingen viele seiner Werke verloren. Cai Yong hatte jedoch offenbar den Großteil seiner Bibliothek seinem Protegé Wang Can anvertraut, und durch Wang Cans Sammlung sind Cai Yongs Werke in Sammlungen wie dem „Buch der späteren Han-Dynastie“ zu finden. Einige seiner Werke sind bis heute erhalten.
- Bearbeitung der Xiping Stone Classics
- Die Zusammenstellung von Dongguan Hanji (東觀漢記)
- Duduan (獨斷) zum Zeremoniell
- Cai Yong bencao (蔡邕本草) über Pharmakologie
- Nü Xun (女訓), Ratschläge für Frauen
- Qin Cao (琴操) über das Spielen der Guqin
- Zhuan shi (篆勢) über die Aspekte der traditionellen Siegelschrift